# Tight Connection to My Heart (Has Anybody Seen My Love?)
«Tight Connection to My Heart (Has Anybody Seen My Love?)» es una canción del músico estadounidense Bob Dylan publicada en el álbum de estudio Empire Burlesque (1985). La canción, grabada dos años antes en las sesiones del álbum Infidels con el título de «Someone's Got a Hold of My Heart», alcanzó el Top 40 en países como Nueva Zelanda y Bélgica.

## Historia
Una versión temprana de «Tight Connection to My Heart» fue grabada por primera vez durante las sesiones de grabación del álbum Infidels en 1983, con los títulos de «Hold of My Heart» en las primeras hojas de registro del estudio, y posteriormente con el de «Someone's Got a Hold of My Heart». Dylan llegó a grabar un total de trece tomas de la canción en los Power Station Studio de Nueva York durante tres días, entre el 16 y el 26 de abril. Una de las tomas grabadas el 25 de abril fue publicada ocho años después en el álbum recopilatorio The Bootleg Series Volumes 1-3 (Rare & Unreleased) 1961-1991. La canción contó con el apoyo de Mark Knopfler y Mick Taylor en la guitarra, Alan Clark en los teclados, y con la sección rítmica de Robbie Shakespeare y Sly Dunbar, en el bajo y la batería respectivamente.
Dos años después, durante las sesiones de grabación de Empire Burlesque, Dylan usó la base musical de una de las tomas de «Someone's Got a Hold of My Heart» y añadió una nueva pista vocal, incluyendo el respaldo de un coro femenino.

## Letra

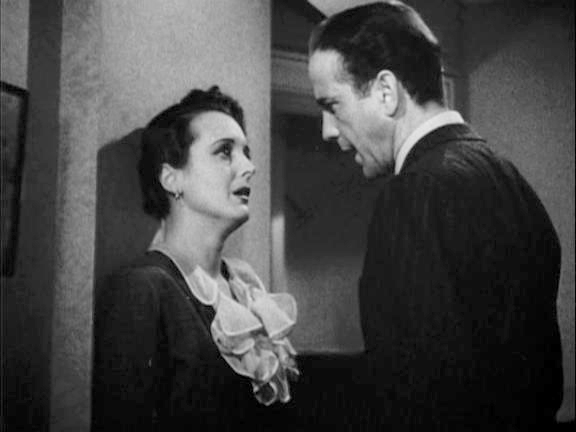
Humphrey Bogart y Mary Astor en la película de 1941 El halcón maltés, de la cual Dylan extrajo diálogos para la letra de «Tight Connection to My Heart».

El biógrafo Michael Gray reveló que, al igual que en otras canciones de Empire Burlesque, la canción «Tight Connection to My Heart» incluye referencias a un buen número de diálogos del actor Humphrey Bogart en varios largometrajes. Un verso de la canción, «I had to move fast, and I couldn't with you around my neck» coincide con una frase de Bogart en la película Siroco, en la que el actor dice: «I've got to move fast: I can't with you around my neck». Dylan también usó otra frase de la misma película en el verso: «But I can't figure out if I'm too god for you, or if you're too god for me».

## Personal
- Bob Dylan: teclados y voz
- Mick Taylor: guitarra
- Tad Perlman: guitarra
- Robbie Shakespeare: bajo
- Sly Dunbar: batería
- Carol Dennis: coros
- Queen Esther Marrow: coros
- Peggi Blu: coros